# Copa d'Europa de futbol 1963-64
La Copa d'Europa de futbol 1963-64 fou la novena edició en la història de la competició. Es disputà entre l'octubre de 1963 i el maig de 1964, amb la participació inicial de 31 equips de 30 federacions diferents.
La competició fou guanyada per l'Inter de Milà a la final davant del Reial Madrid.

## Ronda preliminar
| Equip 1          | Global | Equip 2              | Anada | Tornada |
| ---------------- | ------ | -------------------- | ----- | ------- |
| Everton FC       | 0-1    | Inter de Milà        | 0-0   | 0-1     |
| AS Monaco        | 8-3    | AEK Atenes           | 7-2   | 1-1     |
| Haka             | 4-5    | Jeunesse Esch        | 4-1   | 0-4     |
| FK Partizan      | 6-1    | Anorthosis Famagusta | 3-0   | 3-1     |
| Górnik Zabrze    | 1-1¹   | Austria Viena        | 1-0   | 0-1     |
| Dukla Praga      | 8-0    | Valletta             | 6-0   | 2-0     |
| Distillery       | 3-8    | SL Benfica           | 3-3   | 0-5     |
| Lyn              | 3-7    | Borussia Dortmund    | 2-4   | 1-3     |
| Dundalk          | 2-4    | FC Zürich            | 0-3   | 2-1     |
| Galatasaray      | 4-2    | Ferencvárosi TC      | 4-0   | 0-2     |
| Partizani Tirana | 2-3    | Spartak Plovdiv      | 1-0   | 1-3     |
| Esbjerg          | 4-11   | PSV                  | 3-4   | 1-7     |
| Standard Liège   | 1-2    | Norrköping           | 1-0   | 0-2     |
| Dinamo Bucarest  | 3-0    | Motor Jena           | 2-0   | 1-0     |
| Rangers FC       | 0-7    | Reial Madrid         | 0-1   | 0-6     |

¹ Górnik Zabrze derrotà l'Austria Viena 2-1 en el partit de desempat per passar a la primera ronda.

## Primera ronda
| Equip 1         | Global | Equip 2           | Anada | Tornada |
| --------------- | ------ | ----------------- | ----- | ------- |
| Górnik Zabrze   | 3-4    | Dukla Praga       | 2-0   | 1-4     |
| SL Benfica      | 2-6    | Borussia Dortmund | 2-1   | 0-5     |
| Jeunesse Esch   | 4-7    | FK Partizan       | 2-1   | 2-6     |
| Inter de Milà   | 4-1    | AS Monaco         | 1-0   | 3-1     |
| Spartak Plovdiv | 0-1    | PSV               | 0-1   | 0-0     |
| FC Zürich       | 2-2¹   | Galatasaray       | 2-0   | 0-2     |
| Dinamo Bucarest | 4-8    | Reial Madrid      | 1-3   | 3-5     |
| Norrköping      | 3-6    | AC Milan          | 1-1   | 2-5     |

¹ Zürich passà a la segona ronda sobre el Galatasaray pel llançament de moneda a l'aire després d'empatar a 2 en el partit de desempat.

## Quarts de final
| Equip 1      | Global | Equip 2           | Anada | Tornada |
| ------------ | ------ | ----------------- | ----- | ------- |
| Dukla Praga  | 3-5    | Borussia Dortmund | 0-4   | 3-1     |
| FK Partizan  | 1-4    | Inter de Milà     | 0-2   | 1-2     |
| PSV          | 2-3    | FC Zürich         | 1-0   | 1-3     |
| Reial Madrid | 4-3    | AC Milan          | 4-1   | 0-2     |

## Semifinals
| Equip 1           | Global | Equip 2       | Anada | Tornada |
| ----------------- | ------ | ------------- | ----- | ------- |
| Borussia Dortmund | 2-4    | Inter de Milà | 2-2   | 0-2     |
| FC Zürich         | 1-8    | Reial Madrid  | 1-2   | 0-6     |

## Final
| Inter de Milà                | 3-1 | Reial Madrid |
| ---------------------------- | --- | ------------ |
| Mazzola 43' 76' · Milani 61' |     | Felo 70'     |

| Guanyador de la Copa d'Europa 1963-64 |
| ------------------------------------- |
| Inter de Milà Primer títol            |